# Victoria Beckham
Victoria Caroline Beckham (Adams, de soltera; Harlow, Inglaterra, 17 de abril de 1974) es una diseñadora de moda, empresaria y cantante británica. Integró el grupo Spice Girls en el que usó el apodo de Posh Spice. Desde 1999 está casada con el exfutbolista David Beckham.
Es embajadora internacional de buena voluntad de ONUSIDA y fue citada por la revista Glamour como «una de las mujeres del año 2015 por su trabajo como diseñadora de moda, su perspicacia comercial y su trabajo filantrópico en materia del VIH».

## Inicios en Spice Girls
Victoria Adams nació el 17 de abril de 1974 en el Hospital Princess Alexandra en Harlow, Essex, Inglaterra, y se crio en Goffs Oak, Hertfordshire. Es la mayor de tres hijos de Jacqueline Doreen Cannon, una ex empleada de seguros y dueña de una peluquería, y Anthony William Adams, que trabajaba como ingeniero electrónico. Sus padres fundaron un negocio mayorista de productos electrónicos que permitió una educación cómoda para Victoria, su hermana, Louise, y su hermano, Christian Adams. El tatarabuelo de Beckham fue el artista y revolucionario alemán Carl Heinrich Pfänder y su tatarabuelo fue el político de Minnesota, William Pfaender.
Después de ver la película musical Fame en 1980, decidió seguir una carrera musical. Jacqueline y Anthony Adams la inscribieron en la Escuela de Teatro Jason. En 1991, Beckham ingresó a Laine Theatre Arts en Epsom, Surrey, y estudió danza y modelaje. Victoria asistió a la Escuela Secundaria St.Mary's en Cheshunt, donde estaba avergonzada por la riqueza de su familia y a menudo le rogaba a su padre que no la dejara fuera de la escuela en su Rolls-Royce. Finalmente, se convirtió en miembro de una banda llamada Persuasion.
De familia pudiente, desde pequeña siempre tuvo el sueño de «llegar a ser alguien». Al entrar a la escuela de canto y danza la criticaron por tener las piernas cortas y por su imagen. Antes de llegar a las Spice Girls estuvo en varios cástines buscando una oportunidad y hasta estuvo dentro de un grupo llamado Persuassion con los cuales incluso grabó alguna canción. A pesar de tener un grupo, Victoria no veía un futuro claro y seguía presentándose a las pruebas de selección. Y finalmente encontró a un grupo de chicas que cantaban y bailaban donde ella se movía en estos ambientes.

### 1994-2000: Spice Girls
La banda vendió más de 80 millones de discos y es el grupo de chicas más famoso del mundo y el que más vendió en todos los tiempos. Su sencillo debut "Wannabe" se convirtió en el primero de nueve sencillos número uno en Reino Unido y llegó a esa misma posición en 41 países alrededor del mundo, incluyendo Australia, Canadá, y Estados Unidos. Otros lanzamientos exitosos siguieron, incluyendo "Say You'll Be There", "2 Become 1", "Who Do Yoy Think You Are?" y "Mama" del disco Spice, luego "Spice Up Your Life", "Too Much", "Stop" y "Viva Forever" del álbum Spiceworld. Asimismo su siguiente disco "Forever" sigue cosechando éxitos con el tema "Goodbye", "Holler" y "Let Love Lead The Way". Su siguiente álbum, Greatest Hits, incluye el exitoso tema "Headlines (Friendship never ends)". Innumerables colaboraciones musicales con otros artistas las posicionaron más aún. Además grabaron la película "Spice World", éxito inmediato en cientos de países, decenas de productos y marcas mundiales que las contrataron como rostros oficiales y se convirtieron según los expertos en un ícono pop de los en la historia musical alrededor del mundo.

### El regreso con las Spice Girls 2007-2008
El 28 de junio de 2007 los rumores se vuelven realidad, las cinco integrantes de Spice Girls se vuelven a reunir, convocan una conferencia de prensa y anuncian una gira a nivel mundial ya que dicen que es necesario hacer «una despedida y cierre de un ciclo, como se merecen todos nuestros fans». Este regreso acerca de nuevo a las cinco integrantes en lo personal, donde la prensa especializada lo destaca como un reconocimiento a la influencia del grupo en la música y la cultura popular en la historia musical alrededor del mundo, sumado al arrasador éxito en ventas agotadas en todos sus más de 40 conciertos en varios países. El regreso de las chicas como quinteto supone que sus conciertos logren récord de ventas totales en menos de 38 segundos. El regreso de las Spice Girls provoca portadas de varios periódicos y revistas alrededor del mundo, así como que varias marcas nuevamente las llaman para ser rostros publicitarios, entre ellas la gigantesca Tesco. Las Spice Girls nuevamente recurren a los populares apodos que las caracterizaron a finales de los 90 y comienzos del 2000; y así es como Baby, Scary, Sporty, Ginger y Posh regresan triunfantes, con una mirada mucho más glamorosa y actualizada. Varios críticos especializados agradecen este regreso y lo destacan como uno de los más esperados en la historia musical, subrayando que nuevas generaciones tienen la oportunidad de vivir el fenómeno "SPICE" en el siglo XXI.

### En los Juegos Olímpicos de Londres 2012
Después de semanas de hermetismo y bajo estrictas medidas de seguridad ante el espectáculo que presentarían, portadas de periódicos y revistas de varios países lo confirmaban, pues se filtraron fotos de los ensayos de su esperada participación. Las Spice Girls se presentaron en la clausura de los Juegos Olímpicos de Londres 2012 con un medley entre las canciones "Wannabe" y "Spice Up Your Life". Tras apenas tres segundos, las 80 mil personas del coliseo reconocieron a las Spice Girls al sonar el beat de sus temas; el público ovacionó su aparición. Los 4 mil millones de personas en todo el mundo que en ese momento veían la ceremonia observaron que las Spice Girls seguían vigentes después de más de quince años de su debut. Llegando en los típicos taxis londinenses, cada vehículo tenía luces led, sus estampas destacando las identidades de cada una.
Las ventas de su disco "Greatest Hits" y "Spice" vuelven a entrar a los rankings mundiales, subieron al N.º 7 en los Charts y Rankings respectivamente, mientras que en iTunes entran entre los 10 discos más vendidos, así mismo en Estados Unidos suben con el Greatest Hits después de 5 años lanzado el disco al puesto N°32. Portadas de varios países del mundo destacan entre los hitos y lo mejor del show en los JJ. OO. 2012 la actuación de las Spice Girls. Las chicas en Twitter lograron ser Trending Topic luego de su participación, llegando a 116,000 tuits por minuto, siendo lo más comentado de los Juegos Olímpicos Londres 2012, seguido lejos por el medallista Usain Bolt con 80.000.
Esto dio inicio a una campaña multitudinaria para que realicen una nueva gira mundial. En Access Hollywood, destacado medio mundial de espectáculos, las adjudicaron con más del 90 % en votaciones, como la mejor actuación de todos los artistas en la clausura de los Juegos Olímpicos, superando a Muse, Queen, Jessie J, Russell Brand, The Who y Annie Lennox. Londres 2012 desató una verdadera histeria colectiva entre sus fanáticos a nivel mundial. Mel B, Mel C, Geri Halliwell, Victoria Beckham y Emma Bunton lograron revivir el Girl Power británico.

## Viva Forever, Spice Girls The Musical Official
Las Spice Girls en conferencia de prensa han presentado lo que será su primer musical basado en sus canciones: un relato sobre la fama y la amistad. El musical con fecha de estreno el 27 de noviembre de 2012, subiendo el telón oficialmente el 11 de diciembre en el Teatro Piccadilly de Londres.
Las Spice Girls dijeron que estaban encantadas con el espectáculo, producido por Judy Craymer, la creadora del exitoso musical de ABBA "Mamma Mia!".
"Es mejor de lo que hayamos podido imaginar", dijo Melanie C "Sporty Spice" Chisholm del show, escrito por la comediante Jennifer Saunders, cocreadora de la serie cómica de TV "Absolutely Fabulous" y "French & Saunders".
"Nuestro musical Viva Forever es sobre tener niños, familia, alegría y diversión, y es eso lo que tenemos ahora en común, ser madres", señaló Geri Halliwell, la Ginger Spice.

## Spice Girls Aniversario 20 años
El 8 de julio de 2016, las Spice Girls celebraron 20 años desde el lanzamiento a la fama con el primer sencillo, de varios éxitos en su carrera grupal, con el sencillo "Wannabe". En 2016 las integrantes tuvieron intenciones de reunirse nuevamente como en 2007/2008 y 2012 lo hicieron en exitosos reencuentros, pero no se llegó a algún acuerdo. A comienzos de 2017 varias de sus integrantes estimaron la opción de reunirse, siempre y cuando las 5 aceptaran.

## Familia
Es esposa del futbolista David Beckham, a quien conoció en 1997, se comprometió el 25 de enero de 1998, y se casó el 4 de julio de 1999[cita requerida], con el cual tiene cuatro hijos:
- Brooklyn Joseph Beckham (Londres, 4 de marzo de 1999)[2]
- Romeo James Beckham (Londres, 1 de septiembre de 2002)[3]
- Cruz David Beckham (Madrid, 20 de febrero de 2005)[4]
- Harper Seven Beckham (Los Ángeles, 10 de julio de 2011)[5]

## Carrera musical en solitario
En el verano del 2000 grabó junto a Dane Bowers y la banda True Steppers el tema Out of Your Mind, que llegó a ser número 2 en el Reino Unido.
Lanzó su primer sencillo en el 2001 llamado Not Such An Innocent Girl debutando en el número 6, pero su álbum homónimo y su siguiente A Mind Of Its Own tuvieron escasas ventas, que junto al embarazo de su segundo hijo, estancaron su carrera y el álbum quedó finalmente con solo dos sencillos lanzados.
En 2003, David Beckham acepta un multimillonario contrato con el Real Madrid y la pareja abandona su Inglaterra natal para ir a España a jugar. La adaptación de Victoria en un nuevo ambiente trajo cierta polémica. Supuestas declaraciones como «Este país huele a ajo» hicieron que fuera muy criticada. A esto se le une la difusión de la supuesta infidelidad de su marido con su secretaria personal por parte de la prensa.
Victoria preparaba lo que sería su segundo álbum en solitario en manos del productor Damon Dash: un álbum con un nuevo estilo mucho más rap. Pero tras la quiebra del sello Telstar (donde estaba contratada Victoria) el lanzamiento de dicho álbum nunca ocurrió y solo fue lanzado al mercado el sencillo Let Your Head Go/This Groove, que debutó en el número 3 en las listas del Reino Unido, siendo la posición de una Spice solista más alta desde el 2001.
Más tarde fue lanzado el DVD llamado The Real Beckhams, que incluía una especie de documental de la vida de los Beckham, canciones inéditas de Victoria, más los videos de Let Your Head Go y This Groove; el DVD vendió apenas 17.000 copias.
Embarazada de su tercer hijo Cruz, y decepcionada por las posiciones de su sencillo y DVD, Victoria decide que es hora de dejar el mundo de la música. Atrás quedaban noticias de un segundo sencillo llamado My Love Is For Real que nunca fue lanzado, con rumores de que hasta tenía un video musical grabado.

## Moda y perfumería

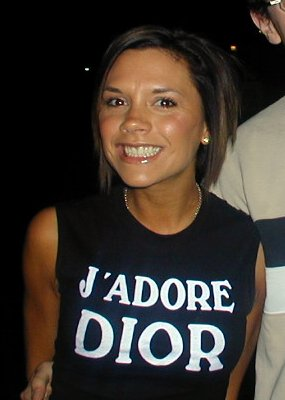
Victoria Beckham, febrero de 1999.

En la actualidad, Victoria trabaja como diseñadora para su propia marca DVB (David Victoria Beckham) y anteriormente practicó en el mundo de la moda con la compañía "Rock and Republic". En su propia línea de ropa DVB ha lanzado varios modelos de pantalones vaqueros confeccionados por ella misma que pueden ser adquiridos en tiendas exclusivas por muchos países del mundo. El precio de estos ejemplares roza los 350€.
En agosto de 2007, Victoria Beckham ha presentado su nueva línea de ropa de su propia marca DVB que incluye todo tipo de jeans, shorts y una amplia gama de complementos. Ha protagonizado el documental "Victoria Coming to America" en el que se muestran los entresijos de su mudanza de Madrid a Los Ángeles. El documental con una hora de duración muestra cómo Victoria se enfrenta a la ardua tarea de buscar casa, colegio para los niños, incluso un buen sitio para hacerse la manicura. Victoria se ha convertido en todo un icono de la moda a nivel mundial, y no es difícil reconocer que con gran éxito se ha convertido en toda una estrella mediática dentro de este ámbito, para casi todos los diseñadores y tiendas que ansían que la Posh Spice compre en alguna de sus tiendas.
Ese mismo año, Victoria participa en la final de la cuarta temporada de Project Runway, como juez invitado; junto a Heidi Klum, conductora del programa; y los jueces regulares Michael Kors y Nina García.
Sus looks son actualmente los más demandados en todas las peluquerías, el último conocido, se lo realizó en España de manos de la prestigiosa peluquera Lorena Morlote.

## Diseñadora
Actualmente, Victoria Beckham es diseñadora de su propia firma "Victoria Beckham" y ha conseguido que mujeres de la talla de Madonna, Heidi Klum, Jennifer Lopez, Eva Longoria, Sarah Jessica Parker, Sandra Bullock, Beyoncé, Kate Middleton o la Reina de España lleven sus prendas. Ha conseguido llevar su firma a las últimas semanas de la moda. Dice que se puso más nerviosa en la presentación de su línea, que en un concierto de las Spice Girls, además de explicar que prefirió abrir nuevas puertas al mundo de la moda ya que en el mundo del espectáculo ya no tenía las suficientes oportunidades.
Cuando Victoria Beckham se lanzó a diseñar ropa, muchos se temieron que el resultado sería solo el capricho de una Spice Girl que coleccionaba Birkins de Hermès y zapatos de Blahnik.
Lo cierto es que Beckham superó las expectativas desde el primer momento y la expansión de su negocio habla por sí sola: para su primera colección, produjo 400 vestidos y contó con nueve puntos de venta internacionales. Hoy Victoria produce 5000 piezas que se venden en 300 tiendas en todo el mundo. «Aunque intento dar pequeños pasos, el negocio está creciendo muy rápido», decía Beckham al Telegraph. «Nuestro volumen de ventas ha aumentado un 120 por ciento año a año. Creo que eso es muy impresionante para cualquier estándar».
Tanto es así que los vestidos de Beckham se agotan enseguida. Holly Rogers, directora de compras en Net-a-Porter, decía que no importa qué cantidad de vestidos lleven a la tienda, que vuelan de las estanterías.
La británica fue la ganadora a Firma del Año en los Premios de la Moda Británica en 2011, por encima de nombres nominados como Tom Ford, Stella McCartney y Burberry.

## Discografía
Países con importancia en el mercado musical: Reino Unido (UK), Irlanda (IRL), Australia (AUS), Alemania (ALE), Austria (AUT), Francia (FRA), Holanda (HOL), Suiza (SUI), Italia (ITA), Israel (ISR), China (CHN), Japón (JPN), Noruega (NOR), Suecia (SUE), Dinamarca (DIN), Bélgica (BEL) y España (ESP) [solo los sencillos].

### Álbumes
| Año  | Álbum              | Chart | Chart | Chart | Chart | Chart | Chart | Chart | Chart | Chart | Chart | Chart | Chart | Chart | Chart | Chart | Chart | Chart |                                                                 |
| Año  | Álbum              | UK    | IRL   | AUS   | ALE   | AUT   | FRA   | HOL   | SUI   | ITA   | ISR   | CHN   | JPN   | NOR   | SUE   | DIN   | BEL   | ESP   |                                                                 |
| ---- | ------------------ | ----- | ----- | ----- | ----- | ----- | ----- | ----- | ----- | ----- | ----- | ----- | ----- | ----- | ----- | ----- | ----- | ----- | --------------------------------------------------------------- |
| 2001 | "Victoria Beckham" | 10    | 17    | 28    | 40    | 38    | 49    | 41    | 14    | 19    | 8     | 30    | 13    | 10    | 12    | 21    | 60    | -     | Compañía: Virgin UK / EMI UK. Copias Vendidas Mundial: 620,000. |

### Sencillos
| Año  | Álbum                            | Chart | Chart | Chart | Chart | Chart | Chart | Chart | Chart | Chart | Chart | Chart | Chart | Chart | Chart | Chart | Chart | Chart |                          |
| Año  | Álbum                            | UK    | IRL   | AUS   | ALE   | AUT   | FRA   | HOL   | SUI   | ITA   | ISR   | CHN   | JPN   | NOR   | SUE   | DIN   | BEL   | ESP   |                          |
| ---- | -------------------------------- | ----- | ----- | ----- | ----- | ----- | ----- | ----- | ----- | ----- | ----- | ----- | ----- | ----- | ----- | ----- | ----- | ----- | ------------------------ |
| 2000 | "Out of Your Mind"               | 2     | 3     | 27    | 4     | 10    | 9     | 16    | 10    | 3     | 1     | 2     | 2     | 10    | 28    | 20    | 18    | 4     | Álbum: Truestepping      |
| 2001 | "Not Such An Innocent Girl"      | 6     | 10    | 36    | 12    | 20    | 9     | 14    | 7     | 8     | 1     | 1     | 7     | 15    | 21    | 9     | 10    | 15    | Álbum: VB                |
| 2002 | "A Mind Of Its Own"              | 6     | 12    | 58    | 80    | 62    | 39    | 90    | 81    | 28    | 40    | 20    | 37    | 45    | 51    | 49    | 29    | -     | Álbum: VB                |
| 2003 | "Let Your Head Go / This Groove" | 3     | 17    | 4     | 2     | 9     | 5     | 18    | 7     | 2     | 3     | 2     | 5     | 9     | 17    | 10    | 9     | 17    | Álbum: The Real Beckhams |

### DVD
| Año  | DVD                 | Chart | Chart | Chart | Chart | Chart | Chart | Chart | Chart | Chart | Chart | Chart | Chart | Chart | Chart | Chart | Chart | Chart                                                         |
| Año  | DVD                 | UK    | IRL   | AUS   | ALE   | AUT   | FRA   | HOL   | SUI   | ITA   | ISR   | CHN   | JPN   | NOR   | SUE   | DIN   | BEL   |                                                               |
| ---- | ------------------- | ----- | ----- | ----- | ----- | ----- | ----- | ----- | ----- | ----- | ----- | ----- | ----- | ----- | ----- | ----- | ----- | ------------------------------------------------------------- |
| 2004 | "The Real Beckhams" | 20    | 89    | 189   | 214   | Out   | 320   | Out   | Out   | 90    | 74    | 41    | Out   | Out   | Out   | Out   | Out   | Compañía: Telstar UK / Universal UK. Copias Vendidas: 20 000. |

### Datos discográficos
- El DVD The Real Beckhams es un documental sobre la llegada de la familia Beckham a España, previamente emitido en televisión, que además incluye los videoclips y making of de sus sencillos «This Groove» y «Let Your Head Go» y cuatro pistas inéditas:

1. Me And You This Time
2. Valentine
3. Resentment
4. That Dude

Este DVD vendió en el Reino Unido algo más de 17 000 ejemplares, no cumpliendo así con las expectativas esperadas.

### Otras canciones grabadas
1. In Your Dreams
2. Always Be My Baby
3. Feel So Good
4. Open Your Eyes
5. Be With You
6. Generte the Flow
7. 25 Minutes
8. Me With You
9. Should Have Known Better
10. I'd Give It All Away
11. Gone
12. The Hustla
13. Can't Get Enough of You DJ
14. Freedom
15. Every Little Thing
16. My Love is For Real
17. Jealous Ones
18. Spell on Me
19. He's My Lover
20. I'll Take You There
21. So Cold
22. Shake It (feat. Damon Dash)
23. Right Back to You
24. Come Together (feat. Damon Dash)

- Victoria Beckham es la única componente del grupo que consiguió entrar con todos los sencillos de su carrera al top 6 del Reino Unido, aunque lamentablemente no obtuvo ningún número 1 con ninguno de sus sencillos como solista, por lo que se convierte en la única Spice Girl en no tener números uno fuera del grupo.